# Timia emiliae
Timia emiliae är en tvåvingeart som beskrevs av Zaitzev 1982. Timia emiliae ingår i släktet Timia och familjen fläckflugor.
Artens utbredningsområde är Mongoliet. Inga underarter finns listade i Catalogue of Life.